# Kościół Wniebowzięcia Najświętszej Marii Panny w Nowej Bystrzycy
Kościół Wniebowzięcia Najświętszej Marii Panny w Nowej Bystrzycy – drewniany rzymskokatolicki kościół pw. Wniebowzięcia NMP, położony w Nowej Bystrzycy, wzniesiony w 1726.
Jest jednym z czterech zachowanych drewnianych kościołów na ziemi kłodzkiej. Pozostałe znajdują się w Kamieńczyku, Międzygórzu i Zalesiu.

## Historia
Drewniany kościółek w Nowej Bystrzycy znajduje się na cmentarzu, w centrum wsi, na łagodnym stoku. Zbudowany został w 1726 na miejscu starszej kaplicy przedpogrzebowej z 1631. Pierwotnie miał wezwanie św. Trójcy. W latach 30. XX w. nadano mu obecne wezwanie Wniebowzięcia Najświętszej Marii Panny. 
W drugiej połowie XIX w. przebudowano i wzmocniono chór muzyczny. Cały kościół odnowiono w 1880. W 1923 wyremontowano dach i wymieniono gont na eternit, a dawniejszą wieżę zastąpiono sygnaturką. W okresie międzywojennym dobudowano kruchty. Restaurowany w 1962 i w latach 1975–76. W czasie remontu w latach 2001–2002 między innymi zmieniono eternitowe pokrycie dachów na gontowe. W 2014 na prace ratunkowe w kościółku MKiDN przyznało kwotę 350 000 zł. Kościół filialny parafii w  Wójtowicach.

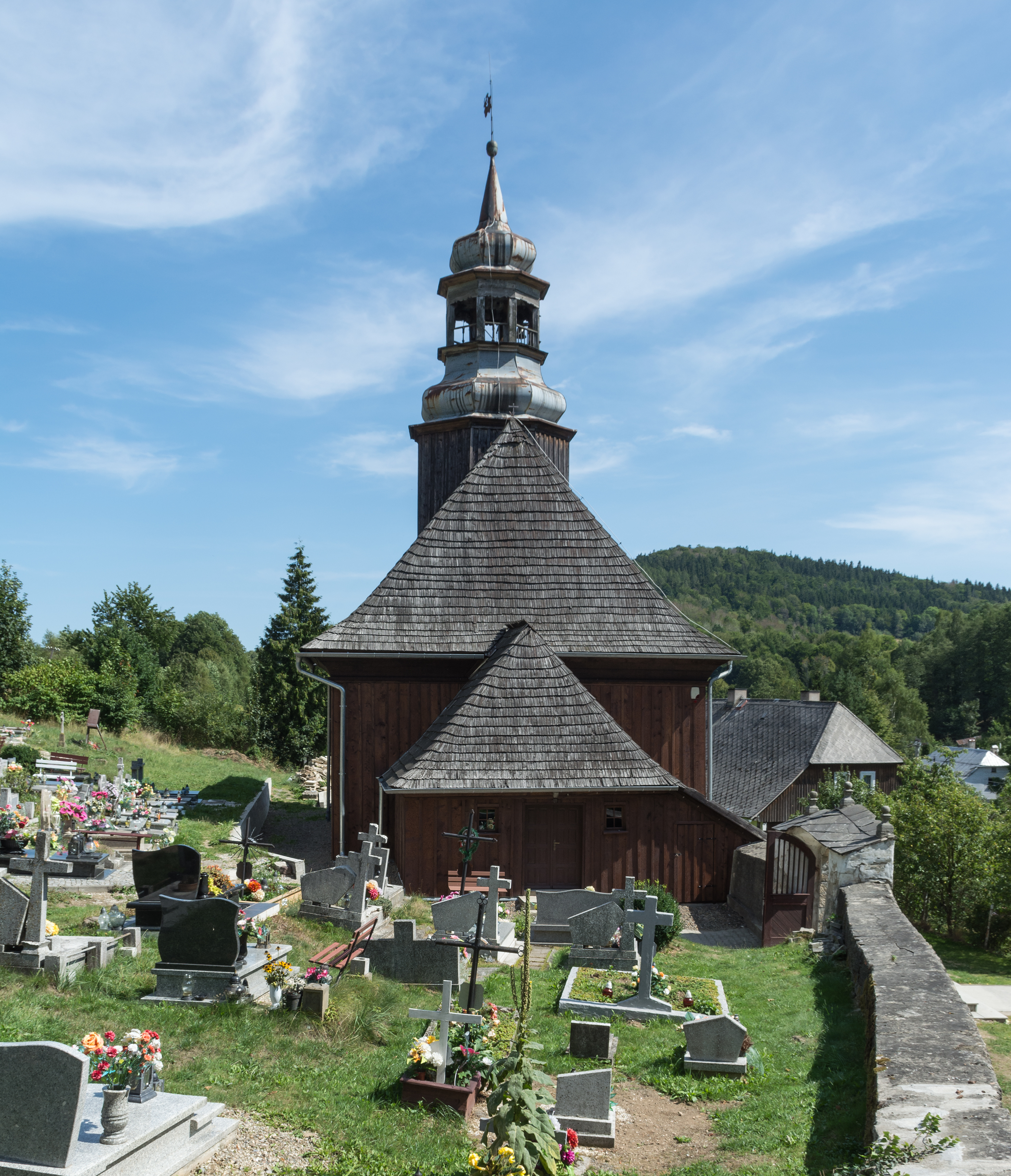
Elewacja frontowa
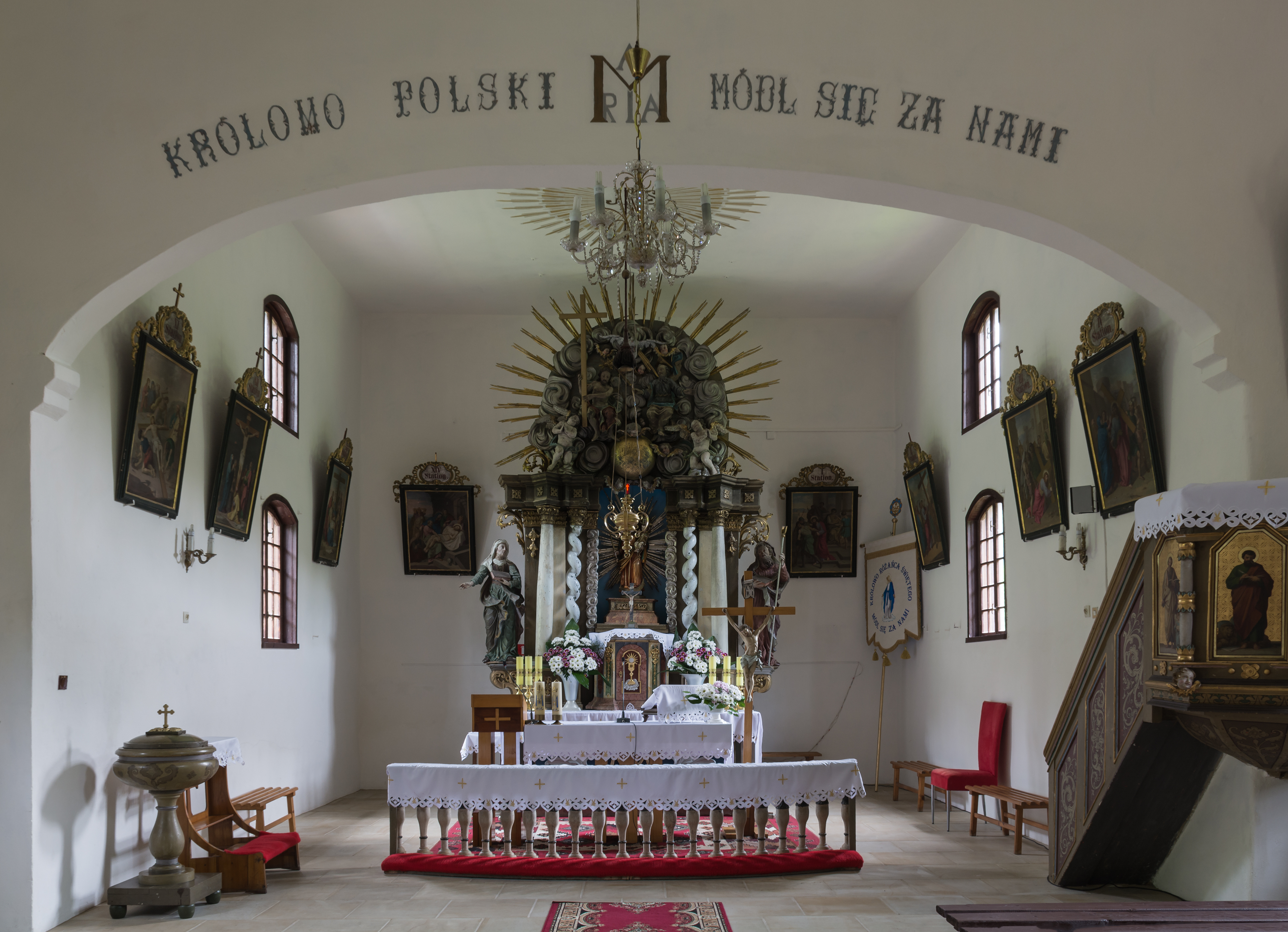
Wnętrze: ołtarz główny
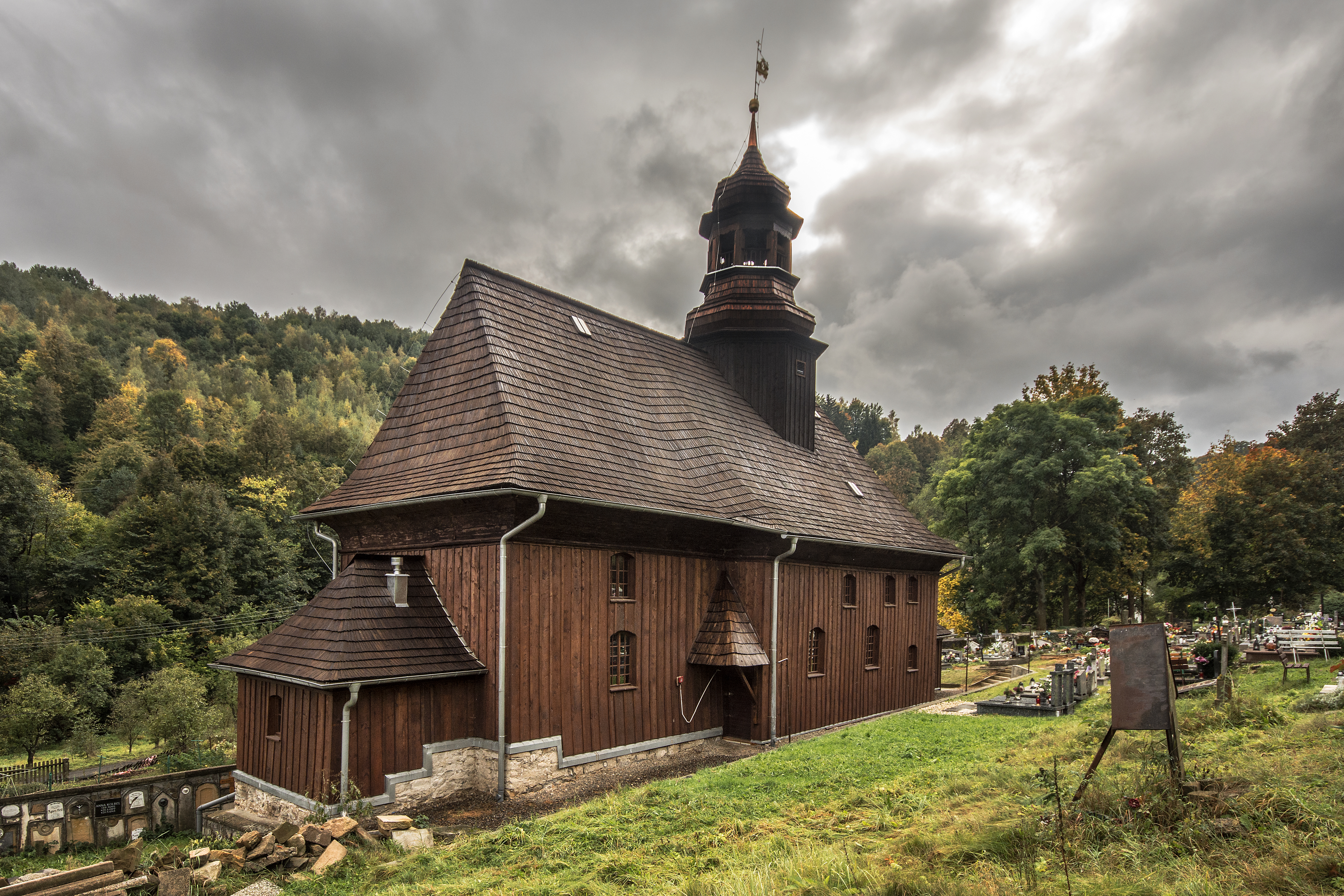
Elewacja tylna

## Architektura i wyposażenie
To drewniana budowla konstrukcji zrębowej z bali sosnowych, zwęgłowanych na obłap prosty, na kamiennej podmurówce. Orientowana z prezbiterium, nawą i zakrystią na jednej osi. Nad nawą o wymiarach 10,5 x 9 m ośmioboczna sygnaturka z jednoprześwitowym, baniastym hełmem z latarnią. Całość pokryta czterospadowym dachem. Ściany oszalowane pionowo.
Wewnątrz nad prezbiterium i nawą drewniane stropy z sufitami. Nawa oddzielona od prezbiterium koszowym łukiem tęczowym. Wnętrze pokryte tynkami wapiennymi na podkładzie trzcinowym. W odeskowanym chórze muzycznym, z drewnianą balustradą konstrukcji szkieletowej z wypełnieniem, organy z ręcznym miechem. W architektonicznym ołtarzu głównym z około 1710 drewniana figura Matki Boskiej z Dzieciątkiem, dawniej uznawana za cudowną i otoczona lokalnym kultem oraz rzeźby Marii i Jakuba. Pozostałe wyposażenie to ołtarz boczny w stylu ludowego baroku z XIX w. oraz z wykonane w drugiej połowie XIX w.: neorenesansowa ambona i chrzcielnica w stylu historyzmu oraz liczne ludowe obrazy i rzeźby.

## Otoczenie
Obok świątyni cmentarz z płytami nagrobnymi w murze okalającym kościół; murowana kaplica z 1772 oraz XIX-wieczna plebania.

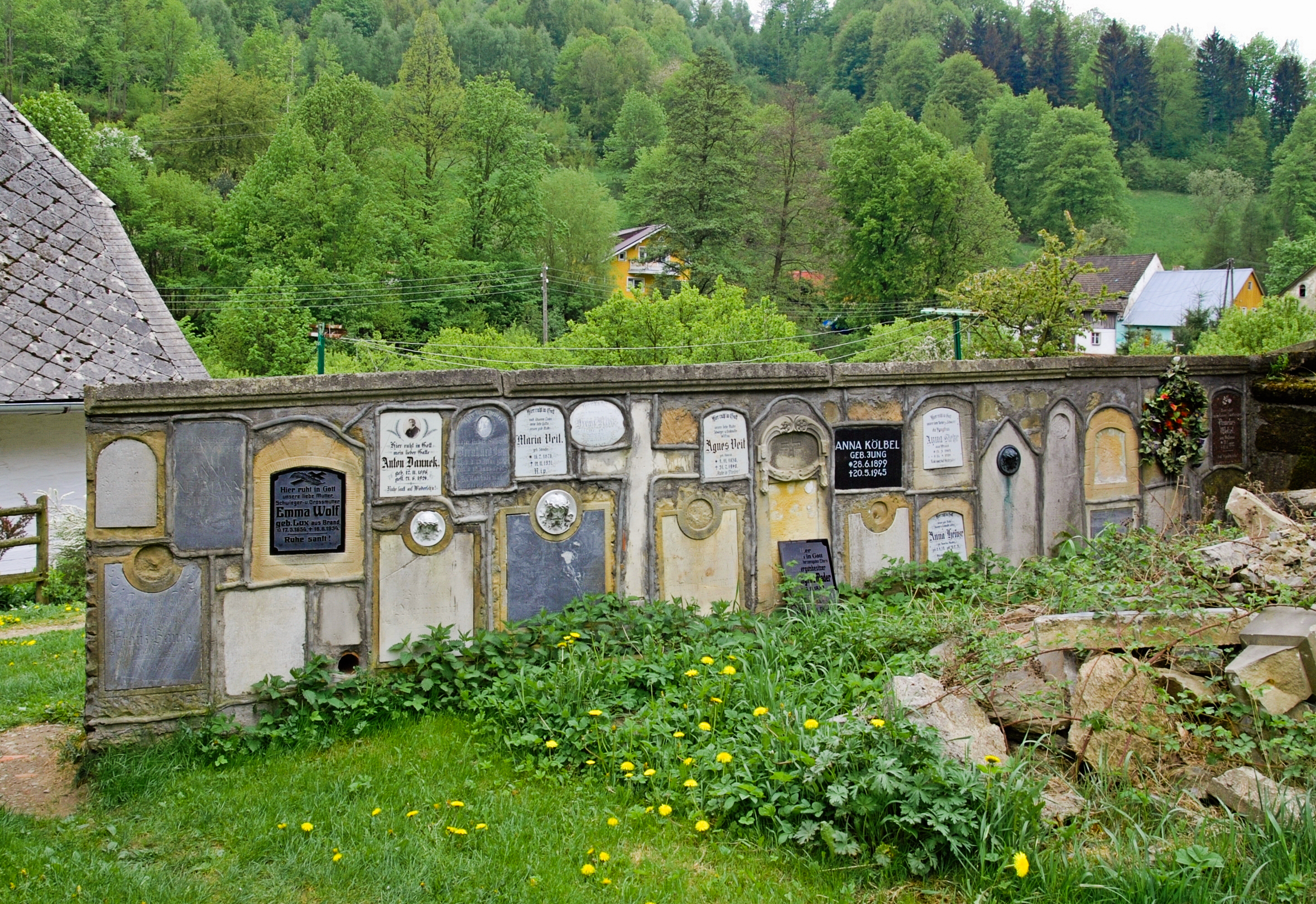
Płyty nagrobne na ogrodzeniu
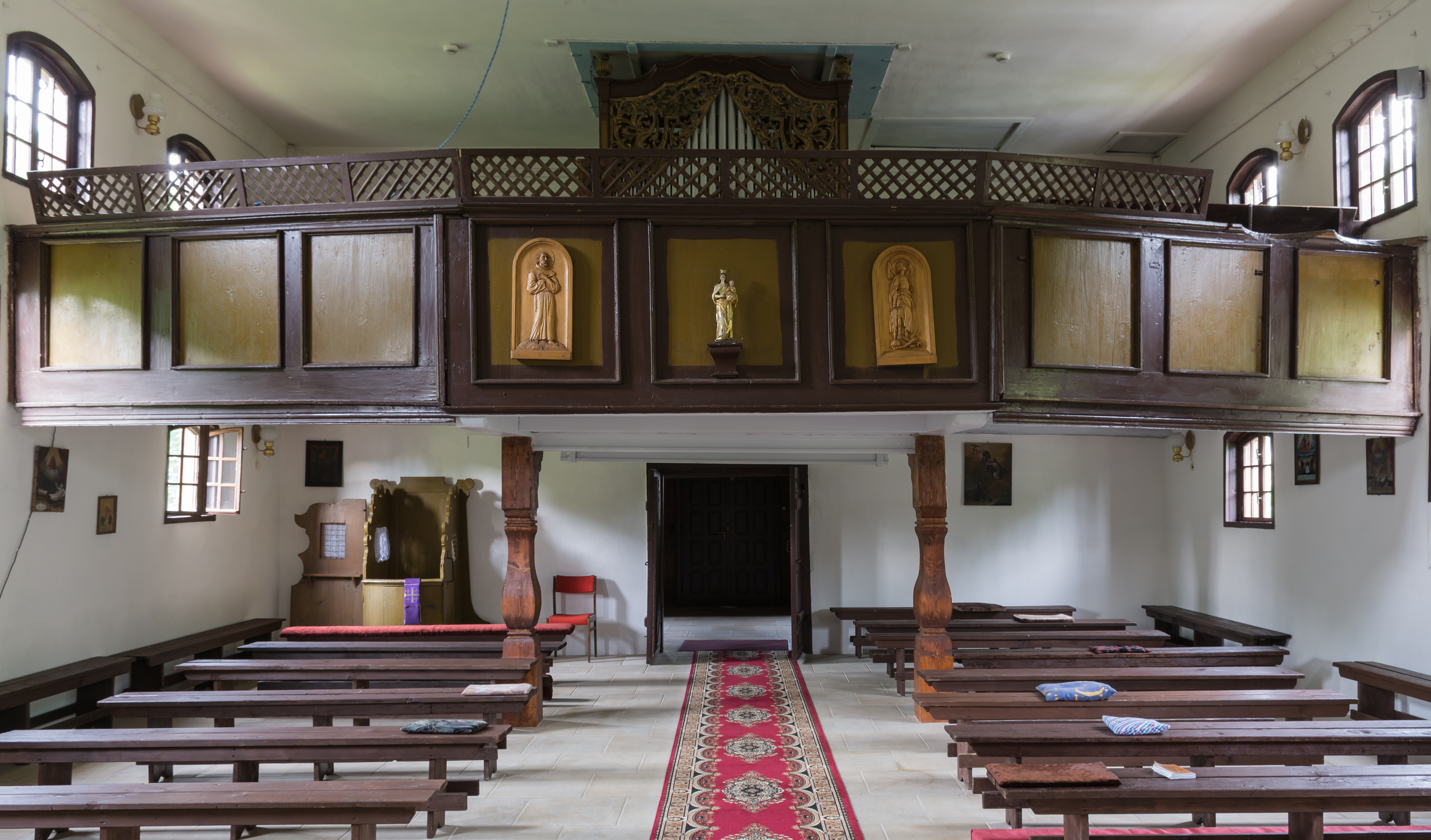
Wnętrze: widok na chór muzyczny
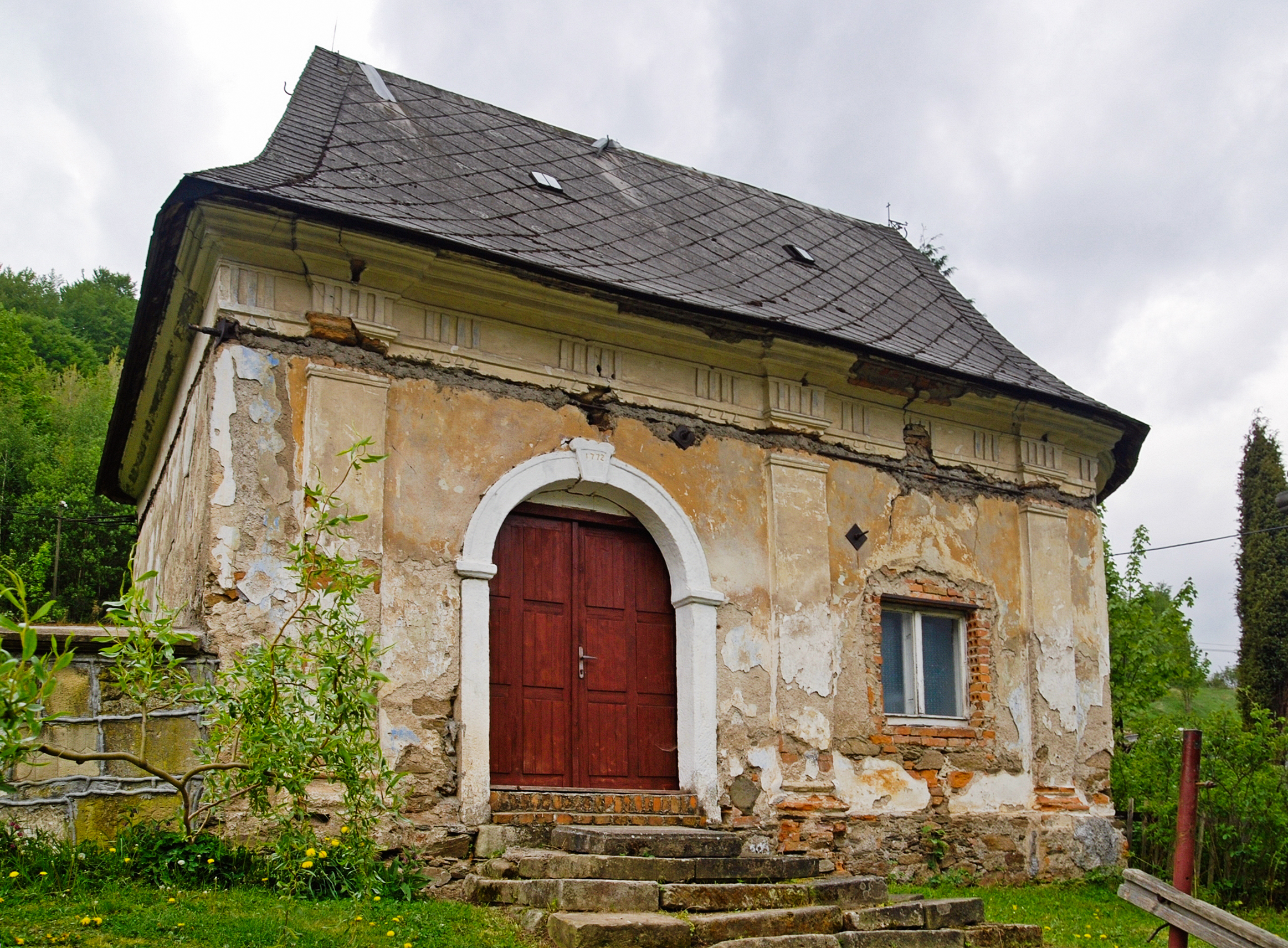
Kaplica pogrzebowa z 1772